# Kevin Kuhn (écrivain)
Pour les articles homonymes, voir Kuhn.
Kevin Kuhn, né le 23 décembre 1981 à Göttingen, est un écrivain allemand.

## Biographie
Kuhn a grandi à Ulm. Après avoir obtenu son diplôme de la Freie Waldorfschule am Illerblick, Kuhn a étudié la philosophie, l'histoire de l'art et les sciences religieuses à l'Université de Tübingen, ainsi que l'écriture créative et le journalisme culturel à Hildesheim. De 2010 à 2019, il a été assistant de recherche à l'Institut d'écriture littéraire et d'études littéraires de l'Université de Hildesheim, où il a animé des séminaires sur les intrigues littéraires ou la littérature dystopique. En plus des publications dans des revues littéraires (par exemple BELLA triste ) et des anthologies, il collabore avec des designers et des artistes.
En 2012, il a publié son premier roman Hikikomori, qui raconte l'histoire d'un adolescent qui se retire dans sa chambre et communique uniquement via Internet. Le roman a été accueilli positivement par la critique littéraire. Nils Minkmar a décrit le roman dans le Frankfurter Allgemeine Zeitung comme « un livre perspicace. Du grand art. »  Le roman a été publié en 2017 par la maison d'édition Eksmo en Russie. Depuis 2020, Hikikomori est une matière clé de l'Abitur (« Vivre dans les mondes numériques ») dans le Land de Brême.
En 2017, son deuxième roman, Liv, est publié. Ce double roman raconte l'histoire de Liv et Franz, jeunes Israéliens férus d'Internet, qui vivent à Berlin dans les années vingt. Le fil principal suit la jeune Liv, qui se lance dans un voyage autour du monde pour éviter le service militaire. Elle est née dans le numérique, indépendante du lieu et toujours connectée à ses amis et à sa famille via son smartphone. Au cours de son voyage, elle augmente régulièrement le nombre de ses abonnés jusqu'à ce qu'elle exagère son exposition personnelle via le livestream et devienne la chassée. En même temps, l'histoire de Franz, un jeune homme qui vit à Berlin dans les années folles et capture la vie nocturne scintillante avec son Leica. 
En 2019, Kuhn a obtenu son doctorat à l'Université de Hildesheim avec une thèse sur les brouillons esthétiques et les processus d'écriture du roman. En 2020, l'ouvrage L'esthétique des brouillons de roman a été publié dans la collection « Sur la généalogie de l'écriture » aux éditions Wilhelm Fink. À l'aide d'exemples tirés de Heinrich Böll et de Sylvia Plath, il est illustré comment de telles conceptions dans la zone frontalière entre l'image et le texte permettent la construction dynamique de la scène d'un roman et le choc des personnages.
Après avoir vécu à Mexico, Berlin et Wellington, l'auteur vit aujourd'hui à Pully en Suisse.

## Prix et bourses
- 2010 : Bourse de l'atelier d'écriture de la Literaturhaus de Munich
- 2012 : Prix Gargonza pour les arts
- 2012 : Intégration dans la liste « 20 under 40 » du FAZ (canon des 20 meilleurs auteurs germanophones de moins de 40 ans)
- 2013 : Résidence à la Villa Decius, Cracovie
- Bourse annuelle 2015 de l'État de Basse-Saxe
- Bourse 2018 de la Fondation d'art du Bade-Wurtemberg
- Bourse de doctorat 2018-2019 de l'Université de Hildesheim
- Bourses spéciales 2021 de l'Académie des Arts de Berlin

## usines

### Romans
- Hikikomori . Berlin Verlag, Berlin 2012,  (ISBN 978-3-8270-1116-9) .
- En direct . Berlin Verlag, Berlin 2017,  (ISBN 978-3-8270-1272-2) .

### Monographie
- Die Ästhetik des Romanentwurfs (Zur Genealogie des Schreibens, Bd. 26). Wilhelm Fink Verlag, Paderborn, Leiden, Boston, Singapour 2020,  (ISBN 978-3-7705-6537-5) .

### Autres contributions (sélection)
- Die Ästhetik des Romanentwurfs (Zur Genealogie des Schreibens, vol. 26). Wilhelm Fink Verlag, Paderborn, Leiden, Boston, Singapour 2020,  (ISBN 978-3-7705-6537-5)
- Und keine Gladiolen Dans : designs. 2009.
- Susanne Mangold. Dans : DUM. 2009.
- Ohne Exciter, ohne Distortion. Dans: Landpartie ZwanzigZehn. Édition Pæchterhaus 2010,  (ISBN 978-3-941392-13-7).
- Facebook. Oder: Vom Forum fensterloser Monaden. Dans: Statusmeldungen. Schreiben in Facebook. Blumenkamp Verlag, 2010, ISBN978-3-9810685-9-7.
- Gregor Hikikomori (extrait). Dans : BELLA triste. 2010.
- Die Fähre. Dans : ]trash[pool. 2011.
- Escape. Oder: Vom neuen Leben. Dans : Revue – Magazine pour la prochaine société. 2013,  (ISBN 978-3-9815508-1-8).
- Schreiben. Oder: Von der liberalen Ironikerin. Dans : allmende – Journal de littérature. 2013, ISBN978-3-88190-739-2.
- Das Können weicht dem Fleisch. Egbert Baqué Art Contemporain, 2014, avec Nell May. ISBN978-3-00-044703-7.
- Eine Ladung Schaffelle.. Dans : La lecture idéale, éd. de Klaus Siblewski et Hanns-Josef Ortheil, Dieterich'sche Verlagsbuchhandlung, 2017,  (ISBN 978-3871620928).
- Xola. Dans : Kursbuch, n° 190 (Stadt.Ansichten), 2017,  (ISBN 978-3-946514435).
- 190103. Dans : Institutsprosa. Zwanzig Jahre Schreibschule Hildesheim, Georg Olms Verlag, 2019,  (ISBN 978-3-487-15778-8).